# Меморіал борцям за волю України (Зміївка)
«Борцям за волю України»  — український військовий меморіал у селі Зміївка Бериславського району Херсонської області, присвячений борцям за незалежність України. Знищений російською окупаційною владою під час російського вторгнення в Україну 2022 року.

## Створення меморіалу
Ідея створення меморіалу належить Херсонській міській організації Спілки Української Молоді в Україні та благодійній ініціативі «Героїка». Мешканці Зміївки провели збори релігійних громад УПЦ КП та УГКЦ, на яких одноголосно ухвалили рішення про необхідність спорудження меморіалу «Борцям за Волю України» біля храму Архистратига Михаїла УПЦ КП. У неділю, 2 травня 2010 року, в День заснування села відбулось урочисте освячення місця під будівництво меморіалу. У врочистому заході взяли участь близько 100 селян. Було відправлено панахиду за загиблими воїнами Армії УНР та УПА. Головою сільської «Просвіти» виголошена промова з історії збройної боротьби за незалежність на теренах Бериславщини. Члени СУМ розповіли про потребу будови Меморіалу в умовах сучасної кризи державності.
Жертводавцем будівництва меморіалу виступив народний депутат України Андрій Шкіль. Мешканці Зміївки також взяли активну участь у зборі коштів на будівництво меморіалу, беспосередньому процесі будівництва та організації відкриття меморіалу.

## Відкриття
23 серпня 2010 року у День Державного Прапора України відбулось урочисте відкриття меморіалу. Початок свята ознаменував мешканець Херсона, кулеметник УПА Іван Терлецький, який перерізав святкову стрічку перед меморіалом. Освятити меморіал прибули представники трьох конфесій: УПЦ КП, УАПЦ та УГКЦ. Перед сільською громадою було зачитано імена воїнів-херсонців Армії Української Народної Республіки та воїнів і підпільників УПА, сім'ї яких нині живуть у Зміївці, — загалом понад 150 імен. За українськими героями була відправлена панахида.
З вітальним словом до селян звернулись сільський голова Зміївки — Єрмоленко Олександр Анатолійович та голова Бериславської РДА — Павлівський Ярослав Михайлович, голова шведської громади села. Відкриття першого на Херсонщині українського військового меморіалу супроводжувалось насиченою культурною програмою: виступом народних музичних колективів (українських, шведських та німецьких), поетичними читаннями, відкриттям у селі виставки з історії Перших Визвольних Змагань. На відкриття меморіалу прибули ветерани УПА з Херсона та області, які мали можливість зустріти у Зміївці своїх побратимів по зброї (у селі Зміївка нині проживає шестеро учасників збройної боротьби за незалежність). Біля меморіалу встановлено одинадцятиметрову щоглу на якій піднято державний прапор.

## Символізм
Меморіал споруджено у формі сонячного годинника: у центрі годинника — двохметровий гранітний обеліск з вигравіруваним золотим тризубом, під ним напис: «Борцям за волю України». На циферблаті годинника замість цифр — видатні дати української державності та гасло «Майбутнє держави залежить від нас». Зі сходом сонця тінь від обеліска проходить основними датами української державності: визвольна війна Богдана Хмельницького, IV Універсал, Акт Злуки, Акт 30 червня, Акт проголошення Незалежності 24 серпня 1991. Після опівдня тінь рухається написом «Майбутнє держави залежить від нас», — наче нагадуючи, що без минулого немає майбутнього, а майбутнє в руках українського народу.

## Присвята
Меморіал присвячений борцям за незалежність України. Перед відкриттям меморіалу було зачитано мартиролог з-понад 150-ти імен українських воїнів. Серед них: генерал-хорунжий Герман Сталь, генерал-хорунжий Олекса Алмазов, полковник Володимир Кедровський, полковник Михайло Коноників, старшина Михайло Загородній, козак Максим Редкин, підполковник Тиміш Шкарупа та інші. Також меморіал є присвятою перемозі української зброї в бою під Запорозьким городком.

## Світлини

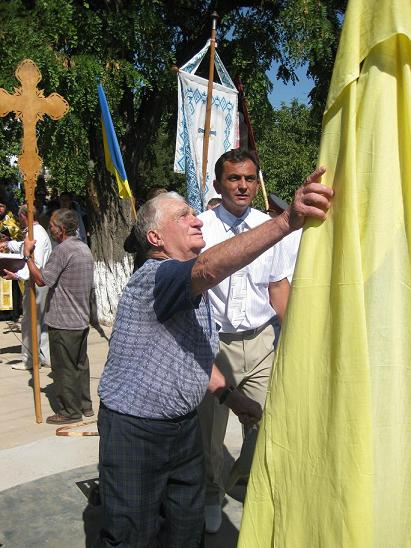
Кулеметник УПА Іван Терлецький відкриває меморіал 23 серпня 2010
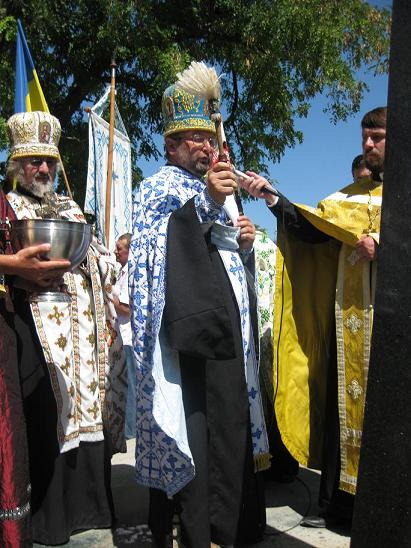
Освячення Меморіалу 23 серпня 2010
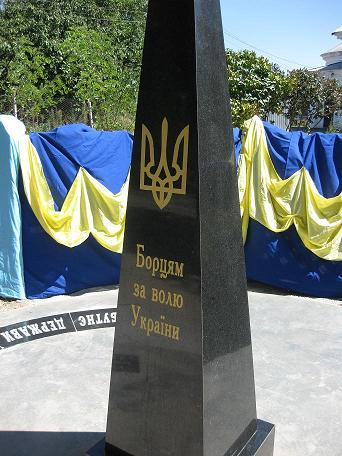
Обеліск меморіалу
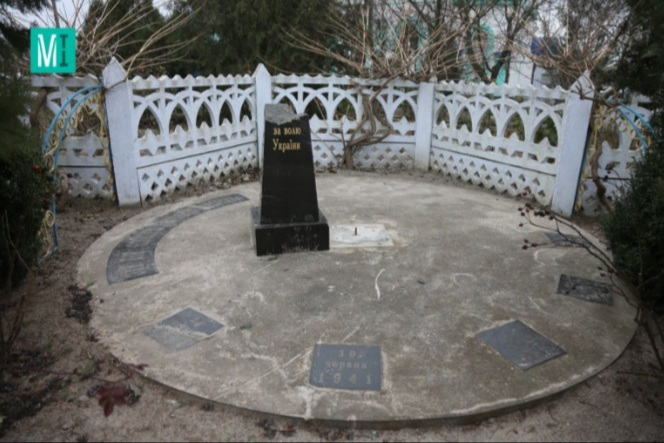
Наслідки знищення меморіалу російською окупаційною владою в 2022 році